# Helmut Hirner
Helmut Hirner (* 26. Juli 1978 in Bruck an der Mur) ist ein ehemaliger Volleyball- und Beachvolleyballspieler. Er ist Unternehmer in Österreich und war Obmann im Österreichischen Verein für Touristik.

## Karriere Volleyball/Beachvolleyball
Hirner spielte in seiner Jugend von 1988 bis 1996 Volleyball beim heimatlichen UVC Bruck. 1996/97 und 1997/98 spielte er in der Österreichischen Volleyball-Bundesliga für den SK Aich/Dob, mit dem er 1997/98 auch im CEV-Europacup aktiv war. Im Beachvolleyball spielte Hirner von 1996 bis 2002 u. a. auf der internationalen FIVB World Tour. Seinen größten Erfolg erreichte er mit Clemens Doppler 1997 in Zagreb mit dem U20-Vizeeuropameistertitel im Beachvolleyball. Gemeinsam holten sie damit die erste Medaille für Österreich in dieser Sportart.

## Karriere Unternehmer
Helmut Hirner maturierte 1996 an der AHS in Bruck an der Mur. Er begann 1996 mit dem JUS Studium an der Karl-Franzens-Universität in Graz, welches nicht fortgeführt wurde. 2001 schloss er die Unternehmerakademie am WIFI Steiermark ab. An der WU Wien erlangte er 2004 den Abschluss als Akademischer Tourismusmanager. 2006 wurde ihm der akademische Grad MBA an der Johannes Kepler Universität Linz verliehen.
Später gründete Hirner ein Unternehmen für Sport, Sprachen und Events. Seit 2005 ist Hirner Geschäftsführer der HirnerS KG. 
In der Zeit von 2018 bis 2020 war er Obmann im Österreichischen Verein für Touristik und vertrat im Rahmen der SME Europe touristischen KMU aus Österreich auf EU-Ebene.  